# No Particular Place to Go
No Particular Place to Go è un singolo del cantautore e chitarrista statunitense Chuck Berry. Apparso sull'album St. Louis to Liverpool nel 1964, raggiunse il 10º posto nella classifica Billboard Hot 100.
Il brano racconta di un appuntamento finito male a causa di un cattivo funzionamento di una cintura di sicurezza.

## Descrizione
Scritto mentre si trovava in carcere, musicalmente il brano è sostanzialmente una riscrittura di una precedente composizione di Berry, School Days, a cui è molto simile sia melodicamente che ritmicamente. Il testo della canzone esprime la voglia di libertà del suo autore, guidando "senza alcun posto in particolare dove andare" (No Particular Place to Go), con a fianco una bella ragazza, che però non vuole saperne di "slacciare" la propria cintura di sicurezza, una evidente metafora sessuale.

## Tracce singolo
Chess 1898
1. No Particular Place to Go - 2:43
2. You Two -

## Musicisti
- Chuck Berry: chitarra, voce
- Paul Williams: pianoforte
- Sconosciuto: basso
- Odie Payne: batteria

## Cover
- George Thorogood & The Destroyers.
- Toy Dolls, gruppo punk rock.
- Status Quo, gruppo rock.
- Eddy Mitchel, cantante francese, che intitolò la sua cover A crédit et en stéréo.
- Björn Skifs, artista svedese che tradusse la canzone nella sua lingua.
- Øystein Sunde, artista norvegese, che fece una versione della canzone in norvegese intitolandola Ikke no' spesielt sted å dra.

## Curiosità
- La canzone viene usata nella scena d'apertura del film Una top model nel mio letto.
- La canzone viene usata come avvertimento dell'arrivo di ufficiali nel film Sergente Bilko.